# Transmissão (medicina)

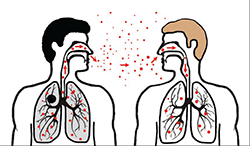
Ilustração do Processo de Transmissão por Gotículas.

Em medicina, transmissão é a passagem de um patógeno causador de uma doença infeciosa de um hospedeiro para outro indivíduo ou grupo, independentemente de o outro indivíduo ter estado ou não anteriormente infetado.

## Vias de transmissão

### Transmissão por via aérea
A transmissão por via aérea ocorre através de partículas com dimensão inferior a 5 micrómetros. Estas partículas são geralmente resíduos de gotículas evaporadas com microorganismos, partículas de pó com agentes infeciosos ou esporos. Estas partículas permanecem suspensas no ar durante longos períodos de tempo, podendo ser transportadas por correntes de ar e inaladas na proximidade ou longe do local de origem.

### Transmissão por gotículas
A transmissão por gotículas ocorre quando gotículas respiratórias infetadas com microorganismos são expelidas por tosse, espirros ou fala e se depositam nos olhos, boca ou nariz de uma pessoa em contacto próximo (menos de 1m). Estas gotículas têm tamanho superior a 5 micrómetros e são suficientemente pesadas para cair imediatamente no chão, não ficando em suspensão no ar durante muito tempo. As gotículas podem também depositar-se em objetos próximos da pessoa infetada, que depois contaminam quem neles toque e leve as mãos à boca, olhos ou nariz.

### Transmissão vertical
A transmissão vertical ocorre geralmente entre a mãe e o filho, na maior parte dos casos durante a gravidez, mas também no parto ou através de contacto físico pós-parto entre os pais e o bebé. Em mamíferos, incluindo seres humanos, pode também ocorrer durante a amamentação (transmissão transmamária). Entre as doenças que podem ser transmitidas verticalmente estão o VIH, hepatite B e sífilis. Podem ainda ser transmitidos verticalmente diversos organismos mutualistas.